# Сесіль де Брюнофф
Сесіль де Брюнофф (фр. Cécile de Brunhoff, до шлюбу Сабуро Sabouraud; 16 жовтня 1903, Париж — 7 квітня 2003, Булонь-Біянкур) — творець головного персонажа серії книжок-картинок про слона Бабара, що отримала світову популярність. Дружина Жана де Брюноффа, мати Лорана де Брюноффа.

## Біографія
Народилася 1903 року в Парижі. Її батьком був відомий лікар-дерматолог Реймон Сабуро; мама померла, коли Сесіль була ще дитиною. Брат Сесіль, Еміль Сабуро, став відомим художником.
Сабуро закінчила Нормальну школу музики за класом фортепіано; її викладачем був Альфред Корто. Згодом працювала в Нормальній школі викладачем більшу частину свого життя.
1924 року вийшла заміж за художника Жана де Брюноффа. У них народилися троє синів: Лоран (1925), Мат'є (1926) і Тьєррі (1934), що згодом став, як і мама, піаністом.
Влітку 1930 року, коли сім'я відпочивала в Шессі, Сесіль розповіла Лорану і Матьє вигадану нею казку, головним героєм якої було маленьке слоненя. Він народився в лісі, але коли його маму вбив злий мисливець, перелякане слоненя втекло до міста. Там він купив собі гарний одяг, пережив безліч пригод і, нарешті, повернувся до джунглів. Казка так сподобалася дітям, що батько вирішив записати її та проілюструвати, дещо змінивши сюжет і давши слоненяті ім'я Бабар. Спочатку книга призначалася для сімейного кола, проте брат Жана де Брюноффа переконав його опублікувати історію про слона. 1931 року у видавництві Jardin des Modes вийшла перша книга з серії про Бабара — «Історія Бабара». Спочатку передбачалося, що на титульному аркуші будуть вказані імена двох авторів — Жана і Сесіль — проте Сесіль вважала свою роль у створенні книги занадто незначною і відмовилася від співавторства.
1937 року Жан де Брюнофф, який страждав на туберкульоз хребта, помер. Сесіль більше не виходила заміж і присвятила себе вихованню дітей. Перед смертю Жан встиг створити ще шість книг про Бабара, які мали великий успіх, однак коли різні видавництва хотіли придбати права на книжкову серію та продовжити її, Сесіль відповідала відмовою. 1946 року Лоран де Брюнофф продовжив справу батька, створивши першу зі своїх книжок про Бабара, за якою потім було безліч інших. Станом на 2011 рік видавництво Hachette Jeunesse випустило 75 альбомів, перекладених 27 мовами, кількість продажів яких у всьому світу склала 13 мільйонів екземплярів.
Придуманий Сесіль де Брюнофф персонаж набув світової популярності; його називали «одним із найулюбленіших персонажів дитячих книг усіх часів», «найдитячішим персонажем на світі», «універсальним символом дитинства». За мотивами історій про Бабара знято численні мультфільми та мультсеріали; Франсіс Пуленк і Микола Березовський присвятили йому музичні твори; 2006 року Пошта Франції випустила присвячену йому марку тиражем 17 мільйонів екземплярів. 2011 року, на честь вісімдесятирічного ювілею Бабара, у Національній бібліотеці Франції та в Музеї декоративного мистецтва пройшли присвячені йому виставки.
Померла 2003 року в Парижі, у 99 років. Найбільші світові видання присвятили їй некрологи: «Ле-Монд», «Нью-Йорк таймс», «Дейлі телеграф», «Der Tagesspiegel» й інші.